# My Number One
«My Number One» (с англ. — «Мой номер один») ― песня греко-шведской певицы Елены Папаризу. Она была исполнена ею на конкурсе песни Евровидение-2005 в Киеве. Песня примечательна тем, что в ней присутствуют элементы традиционной греческой музыки в современной танцевальной аранжировке.

## История
Песня была написана Маносом Псалтакисом, Христосом Дантисом и Натальей Герману. 22 августа в магазинах был выпущен CD-сингл с 10 ремиксами и оригинальной песней. 4 июня миксы также были выпущены в цифровом формате.

## Приём
После победы на Евровидении клип на песню был выпущен в нескольких странах Европы. Он занял 1-е место как в Греции, так и в Швеции в течение 4 недель и был сертифицирован золотым в обеих странах. Песня постоянно звучала в Греции. Песня достигла пика в чарте Billboard Hot Dance Club Play под номером 8 и номером 25 в чарте Billboard Hot Dance Singles Sales.

## Евровидение
Поскольку Греция заняла 3-е место на конкурсе Евровидение-2004, песня «My Number One» была предварительно внесена в финал в 2005 году. Таким образом, она была исполнена по номером 19.
Папаризу выступила со сценическим шоу. Некоторые из самых запоминающихся визуальных эффектов шоу включают в себя ее традиционный греческий понтийский танец, фигуру номер 1, импровизированную четырьмя танцорами и ее игру на воображаемой лире. К концу голосования выступление получило 230 баллов, заняв первое место.
На специальном конкурсе поздравлений в конце 2005 года песня была названа одной из пяти величайших конкурсных работ всех времен, заняв 4-е место в истории Евровидения.
После победы Греции на Евровидении, на улицах Афин началась массовая вечеринка. Люди вышли на улицы с флагами и начали петь песню, а также сигналить автомобильными клаксонами. Когда Папаризу вернулась в Грецию из Киева, в Афинском международном аэропорту ее встретила массовая толпа.

## В массовой культуре
- В 2009 году песня была включена в караоке-игру SingStar.

## Трек-лист
| - International edition 1. «My Number One» — 2:58 2. «I Don’t Want You Here Anymore» — 4:09 - German edition 1. «My Number One» — 2:58 2. «I Don’t Want You Here Anymore» — 4:09 3. «O.K.» — 2:58 4. «My Number One» (Music video) - Swedish edition 1. «My Number One» — 2:58 2. «My Number One» (Instrumental) — 2:58 | - US edition 1. «Josh Harris Radio Mix» — 3:38 2. «Norty Cotto’s My Radio Lover Mix» — 3:29 3. «Original Radio» — 2:55 4. «Georgie’s #1 Radio Anthem Mix» — 3:18 5. «Mike Cruz Radio Mix» — 4:03 6. «Chris "The Greek" Panaghi Radio Mix» — 3:35 7. «Valentino’s Radio Epic Mix» — 3:02 8. «Josh Harris Vocal Club Mix» — 6:53 9. «Norty Cotto’s My Clubber Lover Mix» — 6:57 10. «Georgie’s #1 Anthem Mix» — 7:00 11. «Mike Cruz Vox Mix» — 9:44 |

## Чарты и сертификации
| Чарт (2005)                     | Высшая позиция |
| ------------------------------- | -------------- |
| Австрия (Ö3 Austria Top 40)     | 44             |
| Бельгия/Фландрия (Ultratop 50)  | 10             |
| Бельгия/Валлония (Ultratop 50)  | 36             |
| Eurochart Hot 100 Singles       | 17             |
| Германия (GfK)                  | 37             |
| Greece (IFPI Greece)            | 1              |
| Hungary (Mahasz)                | 9              |
| Latvia (Latvian Airplay Top 50) | 26             |
| Нидерланды (Single Top 100)     | 24             |
| Romania (UPFR)                  | 4              |
| Швеция (Sverigetopplistan)      | 1              |
| Швейцария (Schweizer Hitparade) | 15             |
| Turkey (Turkish Singles Chart)  | 33             |

| Чарты(2006)                          | Высшая позиция |
| ------------------------------------ | -------------- |
| США (Billboard Dance Club Songs)     | 8              |
| US Billboard Hot Dance Singles Sales | 25             |

| Чарт (2005)                 | Позиция |
| --------------------------- | ------- |
| Belgium (Ultratop Flanders) | 53      |
| Sweden (Sverigetopplistan)  | 9       |

| Регион                                                      | Сертификация | Продажи |
| ----------------------------------------------------------- | ------------ | ------- |
| Швеция (GLF)                                                | Золотой      | 10 000^ |
| ^ Данные о тиражах приведены только на основе сертификации. |              |         |